# Carl-Gustafs-Kirche (Karlshamn)

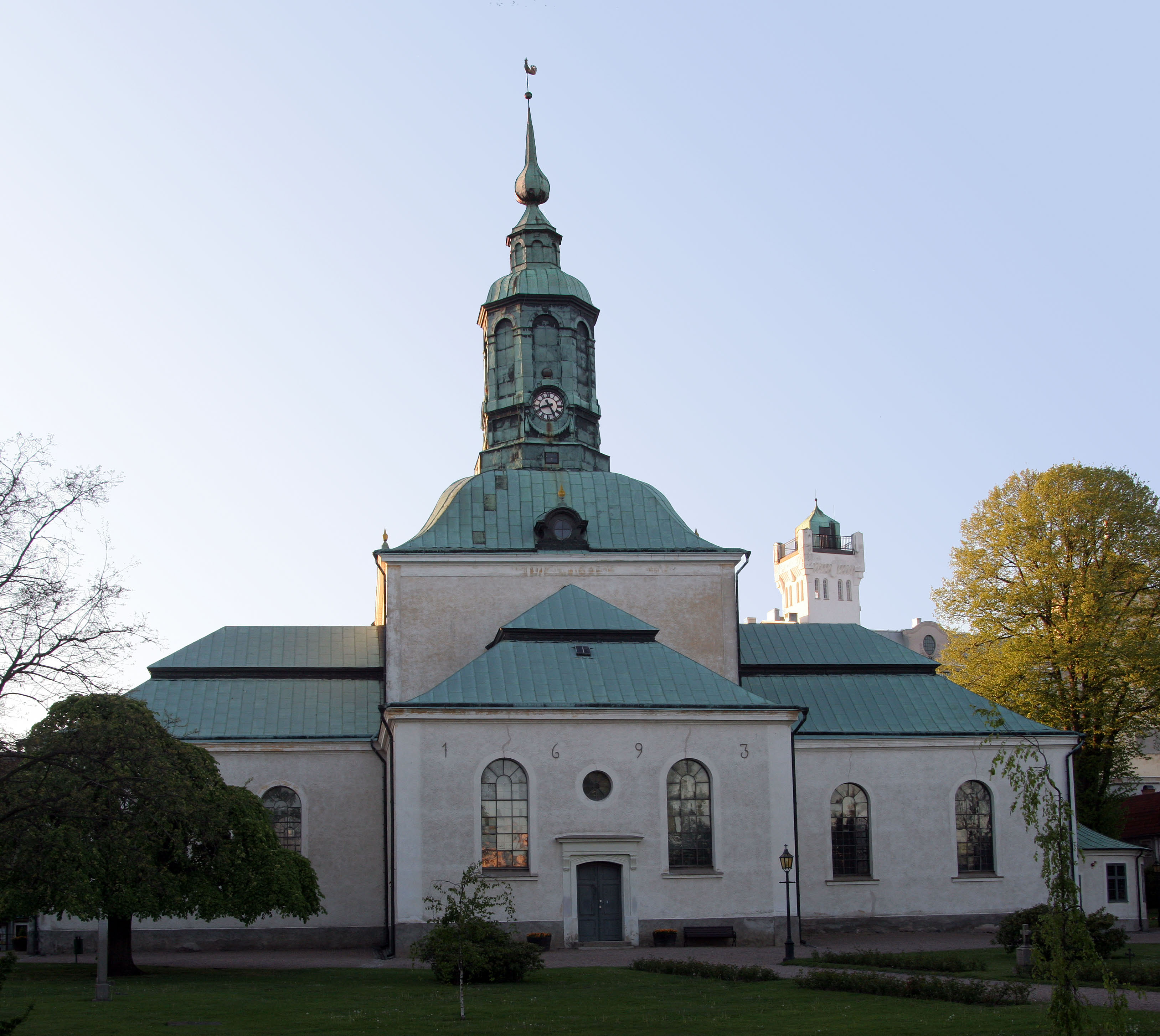
Carl-Gustafs-Kirche in Karlshamn

Die Carl-Gustafs-Kirche (schwedisch Carl Gustafs kyrka) ist eine Kirche der Kirchengemeinde Karlshamn des Bistums Lund. Sie steht im Zentrum der Stadt Karlshamn, einem Hauptort der Provinz Blekinge län, und stammt aus dem 17. Jahrhundert.

## Geschichte

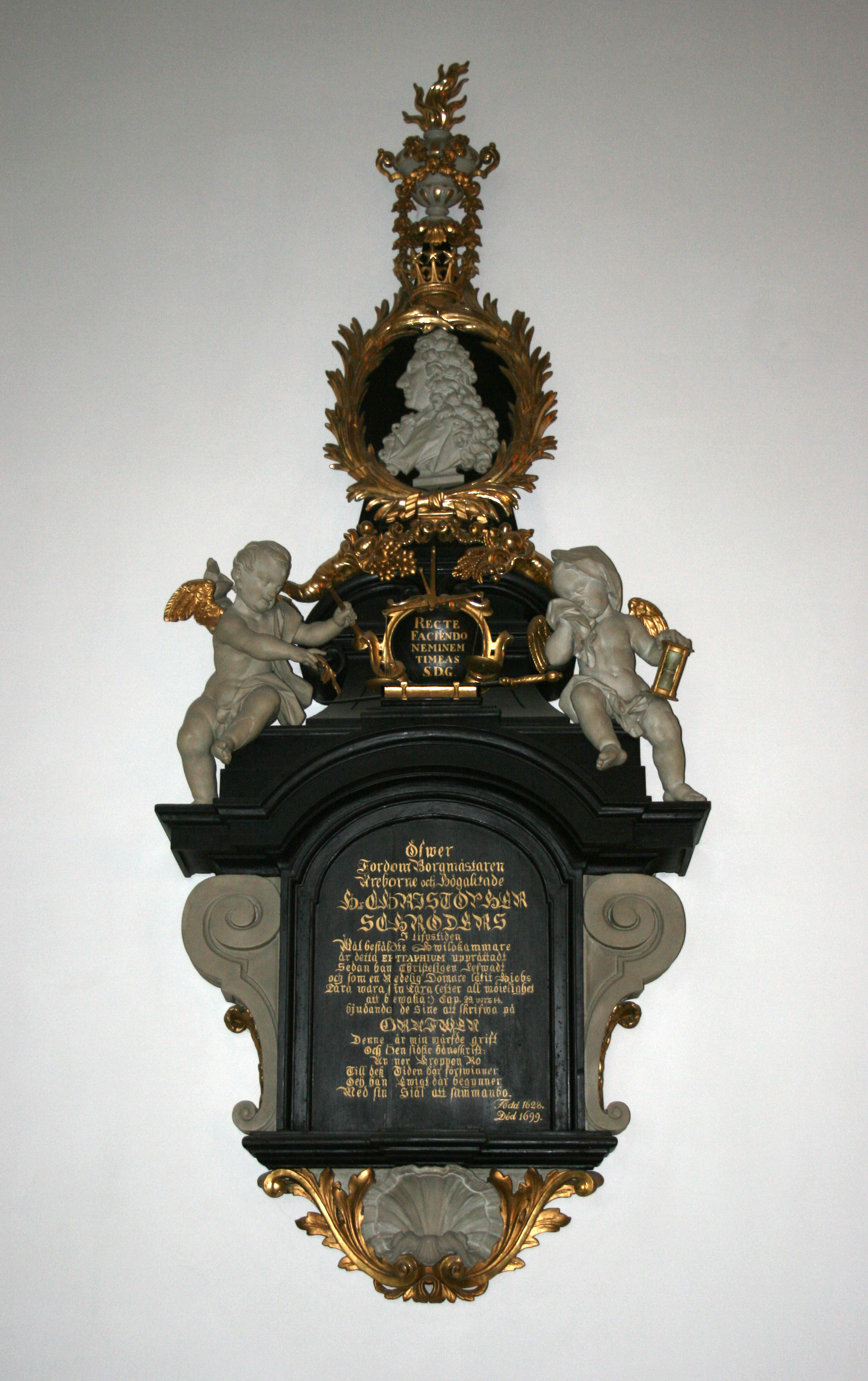
Epitaph für Christopher Schröder

Die Vorgängerkirche aus dem Jahr 1664 stand in der Nähe des Hafens und war eine Holzkirche. Sie wurde nach der Fertigstellung der neuen Stadtkirche noch einige Jahre als Getreidespeicher genutzt. 1680 regte der damalige Bürgermeister Christopher Schröder den Bau einer neuen und größeren Kirche an. Die Entwürfe dazu stammen von Erik Dahlberg, der auch für die Stadtplanung und den Bau des Kastells verantwortlich war.
Im Jahr 1681 wurde mit dem Bau der Kirche am Marktplatz von Karlshamn begonnen. Auf Grund von Auseinandersetzungen in der Bürgerschaft sowie aus Mangel an Ressourcen wurde ihr Bau mehrmals unterbrochen. In einem offenen Brief vom 1. August 1692 bewilligte König Karl XI. eine Kollekte aller Kirchengemeinden des Reiches zum Bau der Kirche. Ihr Mauerwerk konnte daher im Jahr 1693 fertiggestellt werden. Diese Jahreszahl findet sich auch an der südlichen Außenmauer der Kirche. Am 26. Oktober 1702 wurde die Kirche vom Bischof von Lund Mattias Steuchius auf den Namen des Stadtgründers und schwedischen Königs Karl X. Gustav geweiht. Ihre endgültige Fertigstellung zog sich jedoch bis in das Jahr 1714 hinein, nicht zuletzt auf Grund von Auseinandersetzungen mit den Dänen und durch die Auswirkungen der Pestepidemie im Jahr 1709 bis 1711, der etwa die Hälfte der Einwohner zum Opfer fiel.
1834 wurde eine halbkreisförmige Sakristei östlich hinter dem Chor angebaut. Die Kirche wurde seit ihrem Bau einige Male restauriert. Eine gründliche Renovierung fand von 1879 bis 1881 statt, die letzte Restaurierung 1981. Der Chor wurde 1981 durch die Wegnahme von zwei Bankpaaren vergrößert, die Fensterscheiben der Kirche ersetzt. Die neue Sakristei wurde in der  Vorhalle der Kirche eingerichtet, aus der alten wurde ein Andachtsraum.

## Beschreibung
Der Stil der  Stadtkirche von Karlshamn ist ein Zentralbau. Ihr Mauerwerk ist in einem grau-weißen Farbton gehalten. Ihre Ausrichtung erscheint etwas seltsam. Offenbar war die Lage relativ zu den Himmelsrichtungen wichtiger als eine Anpassung an das Straßennetz. In der Mitte über ihrem Chor befindet sich ein Zentralturm. In diesem befanden sich ursprünglich die Kirchenglocken. Es stellte sich jedoch bald heraus, dass seine Konstruktion zu schwach war, um diese zu tragen. Man entschloss sich daher zum Bau eines freistehenden Glockenstapels nördlich der Kirche, welcher 1760 fertiggestellt wurde. Aus diesem wurde im Laufe der Zeit ein Glockenturm.
Die verkürzte Kreuzform der Kirche war ein Weg, sich dem religiösen Rahmen der evangelischen Kirche anzupassen. Ihr Ziel war es, Priester und Gemeinde näher zusammenzubringen. Dieser Plan wurde beim Bau der Carl Gustaf Kirche jedoch nicht vollständig verwirklicht. Ihr nördlicher und südlicher Arm ist kürzer als ihr westlicher und östlicher, sodass ihr Aussehen noch etwas dem einer Langschiff Kirche ähnelt.
Rund um die Kirche befindet sich ein Friedhof, der jedoch nicht mehr benutzt wird. Während der Pestepidemie der Jahre 1710 bis 1711 beschloss man, alle an der Pest Verstorbenen in einem eigens dafür angelegten „Pestfriedhof“ zu bestatten. Dieser lag etwa 500 Meter östlich der Kirche und wurde auch während der Choleraepidemien 1834 und 1854 benutzt. Im Jahr 1879 wurde nördlich der Stadt ein neuer Friedhof angelegt, heute heißt dieser Hvilans kyrkogård.

## Ausstattung

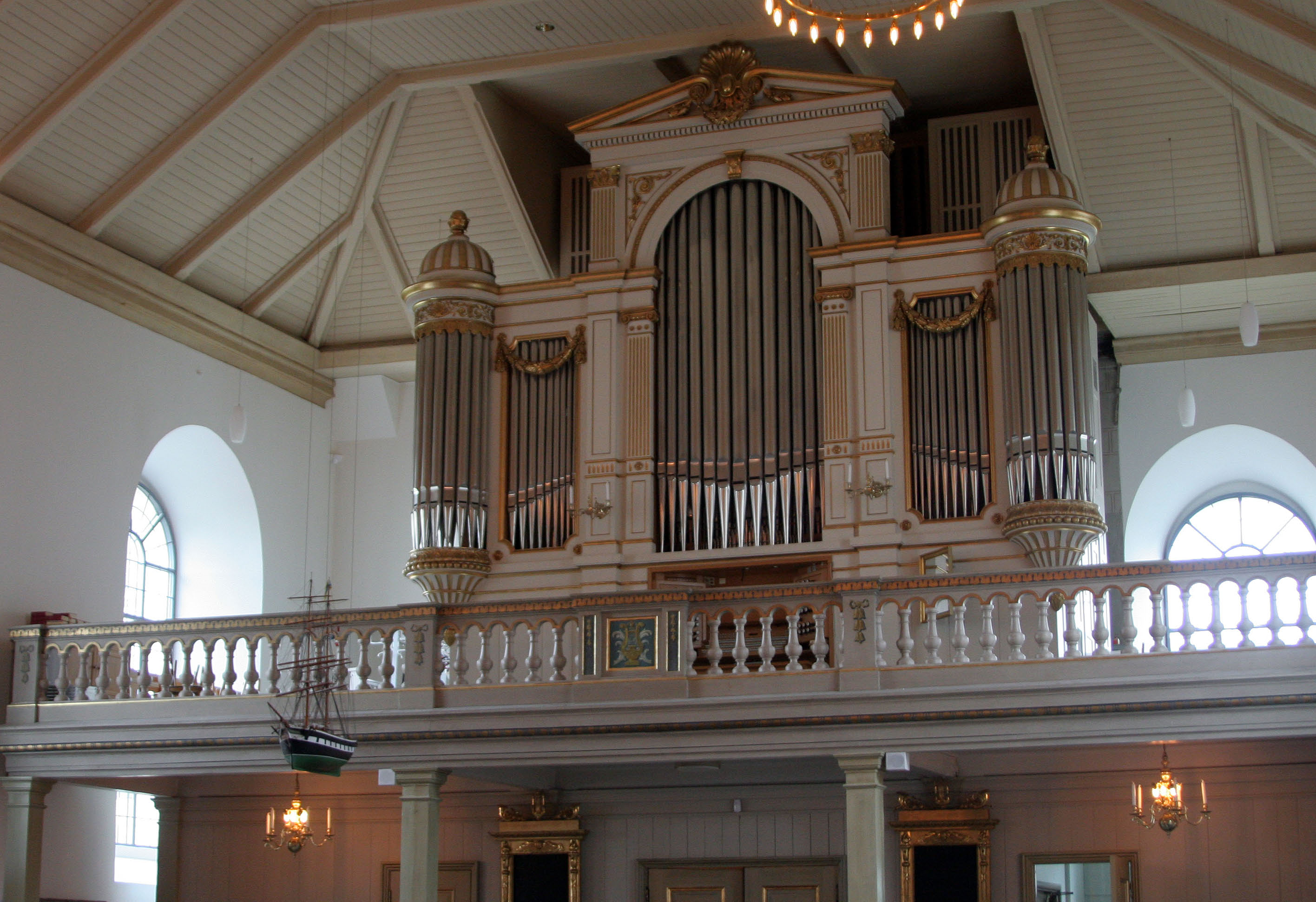
Orgel von 1974

Der Altar steht im Zentrum der Kirche. Das Altarbild wurde 1832 von Fredric Westin gemalt und stellt die Grablegung Christi dar. Zusammen mit den beiden Wandgemälden an der nördlichen Seite des westlichen Kreuzgangs und an der Südwand ergeben sich die drei Motive Kreuzigung, Grablegung und Auferstehung. Ein weiteres Wandbild befindet sich an der Ostwand des südlichen Kreuzarms. Alle drei Wandgemälde wurden im 18. Jahrhundert gefertigt.
Links und rechts vom Altar stellen perspektivische Gemälde einen Tempel dar. Sie wurden von Karl Albin Strömberg im Jahr 1843 gemalt.
Ein Epitaph an der südlichen Chorwand ist dem Bürgermeister Christopher Schröder gewidmet, der den Bau der Kirche angeregt hatte. Es wurde vom Hofbildhauer Caspar Schröder angefertigt und zeigt sein Porträt.
Das Taufbecken ist aus Messing und stammt aus dem Jahr 1717. Es wurde in Schweden oder in den Niederlanden gefertigt. Die Taufschale stammt aus dem Jahr 1519 und ist somit das älteste Inventar.
1837 fertigte Peter Lindh die Kanzel aus Holz.
Die Deckengemälde in der Mitte der Kirche zeigen Kreuze und Dornen – Symbole der vier Evangelisten. Sie wurden von Allan Nordblad in den Jahren 1901 und 1902 gefertigt.
Die Kronleuchter stammen aus der Zeit um 1705 und sind Geschenke von Kaufleuten. Bei der Restaurierung 1981 wurden zwölf Lichtringe aus Messing aufgehängt. Auch das Fensterglas, das ursprünglich gefärbt war, wurde durch ungefärbtes Glas ersetzt, um mehr Licht in der Kirche zu haben.
Die Außenseiten der Bänke wurden 1981 rotbraun angestrichen. Auch besitzt die Kirche seit 1984 ein Votivschiff, das von Karl Albin Strämberg gefertigt wurde und die 1861 gefertigte Brigg Bravo zeigt.
Die Orgel wurde von Bruno Christensen im Jahr 1974 gebaut. Sie verfügt über 48 Stimmen auf drei Manualen und Pedal.